# Matane (Quebec)
Matane é uma cidade localizada na província de Quebec no Canadá.